# Trapezoritis anisastra
Trapezoritis anisastra är en fjärilsart som beskrevs av Edward Meyrick 1932. Trapezoritis anisastra ingår i släktet Trapezoritis och familjen säckspinnare. Inga underarter finns listade i Catalogue of Life.